# Araneus ealensis
Araneus ealensis este o specie de păianjeni din genul Araneus, familia Araneidae, descrisă de Giltay, 1935.
Este endemică în Congo. Conform Catalogue of Life specia Araneus ealensis nu are subspecii cunoscute.